# Saint-Cyrille-de-Wendover
Saint-Cyrille-de-Wendover è un comune del Canada, situato nella provincia del Québec, nella regione di Centre-du-Québec.